# Resan till Amerika
Resan till Amerika (engelska: An American Tail) är en amerikansk tecknad långfilm i regi av Don Bluth. Filmen hade biopremiär i USA den 21 november 1986.

## Handling
Året är 1885 i Ryssland. Byn där muspojken Fievel Muskewitz och hans familj bor i blir en kväll attackerad av kosackerna och de vidriga kosack-katterna. Så familjen Muskewitz bestämmer sig för att flytta till Amerika, för det sägs att det inte finns katter i Amerika. Men en fruktansvärd storm gör så att Fievel spolas ut i havet. 
Lyckligtvis överlever Fievel och hamnar i en flaska som driver in honom i New Yorks hamn. Han träffar på duvan Henri som säger att han kan möta sin familj i kontrollen. Fievel råkar stöta på den girige Warren T. Råtta som lurar Fievel att tro att han vet var familjen är men som lurar honom till en arbetsplats. Fievel träffar på Toni Topponi som vill hjälpa honom att hitta familjen. Fievel och Toni träffar på Bridget som Toni blir kär i. Fievel blir sen förvirrad när han hör Bridget nämna katter och får sen reda på att det finns katter i Amerika. Bridget tar med Fievel och Toni till Ärlige John eftersom han känner varenda mus i New York, men tyvärr känner han inte familjen Muskewitz. 
I Central Park diskuterar alla möss om hur de ska göra med katterna och Fievel kommer på en idé. När Fievel och Toni blir försenade till mössens mötesplats råkar Fievel tappa bort Toni. Fievel hör sen en fiol spelas nedanför en kloakbrunn och i hopp om att det är hans pappa som spelar följer han efter ljudet. Men i stället kommer han till katternas gömställe. Och där är också Warren T. Råtta, det var han som spelade på fiolen. Fievel ser sen Warren T. ta av sig sin råttnos och sina råttöron. Warren T. är ingen råtta, han är en katt - nämligen katternas ledare! Warren T. upptäcker Fievel och katterna fångar honom.
När Fievel sitter inlåst i en bur kommer en katt som heter Tiger. Tiger säger att han är vegetarian, så Fievel behöver inte vara rädd för honom. Efter att ha sjungit en vänskapslåt tillsammans blir de vänner. Tyvärr upptäcker de andra katterna att Fievel har sluppit ut och Warren T. avskedar Tiger. Fievel blir jagad av katterna till mössens gömställe på en brygga. Fievel avslöjar för mössen att Warren T. är en katt och Warren T. blir rasande och galen så att han sätter eld. Mössen släpper loss det hemliga vapnet som Fievel kom på, och det är Jättemusen från Minsk. Katterna blir jätterädda och hoppar på en båt som ska åka till Kina.
En liten flamma råkar sätta eld på fotogen så att elden sprids runt hela piren. Familjen Muskewitz får höra av Toni att Fievel lever och bestämmer sig för att leta efter honom. Fievel övernattar någonstans i staden och nästa morgon hör han sin familjs röster. Fievel återförenas med sin familj och alla, t.o.m. Tiger, blir jättelyckliga. Familjen Muskewitz rider på duvan Henri för att se Frihetsgudinnan. Fievel ser sen ännu mer Amerika och ber Henri att flyga dem dit för att titta. Henri säger att en dag ska Fievel dit. Det sista man ser är familjen Muskewitz som flyger bort i fjärran.

## Om filmen
Filmen blev Oscarsnominerad för bästa sång med låten "Somewhere Out There" med Linda Ronstadt och James Ingram. Sången tilldelades bland annat en Grammy.
Filmen hade världspremiär i USA den 21 november 1986. Den hade svensk premiär den 11 december 1987 och är tillåten från 7 år. Filmen har även visats på TV3 och TV4 samt på SVT1 2007.
Den har fått uppföljarna Resan till Amerika – Fievel i vilda västern (1991), Fievel - Skatten på Manhattan (1998) och Fievel - Mysteriet med nattmonstret (1999).

## Röster (i urval)
| Figur              | Originalröst        | Svensk röst           |
| ------------------ | ------------------- | --------------------- |
| Fievel Muskewitz   | Phillip Glasser     | Johan Randquist       |
| Tanya Muskewitz    | Amy Green           | Emilie Kempe          |
| Mamma Muskewitz    | Erica Yohn          | Lena-Pia Bernhardsson |
| Pappa Muskewitz    | Nehemiah Persoff    | Jan Nygren            |
| Henri Duva         | Christopher Plummer | Hans Josefsson        |
| Warren T. Råtta    | John Finnegan       | Lennart R. Svensson   |
| Digit              | Will Ryan           | Sven Erik Vikström    |
| Toni Topponi       | Pat Musick          | Magnus Rehbäck        |
| Ärlige John        | Neil Ross           | Per Myrberg           |
| Gussie Musenheimer | Madeline Kahn       | Birgitta Andersson    |
| Bridget            | Cathianne Blore     | Maria Tornlund        |
| Tiger              | Dom DeLuise         | Allan Svensson        |
| Moe                | Hal Smith           | Leif Liljeroth        |
| Roc                | Candy Candido       | Max Winerdal          |
| Pee-Wee            | Candy Candido       | Mårten Ekman          |
| Noodles            | Candy Candido       | Martin Lindström      |

## Musik i filmen
- "There Are No Cats in America" (Det är kattfritt i Amerika)
- "Never Say Never" (Säg aldrig, aldrig)
- "Somewhere Out There" (Någonstans finns du), framförd av Linda Ronstadt och James Ingram
- "A Duo" (En duo)
- "Stars And Stripes Forever", framförd av H. M. Royal Marines

Sångtexterna har översatts till svenska av Doreen Denning.

### Fotnoter
1. ↑  ”An American Tail” (på engelskadatum=1 november 1986). Box Office Mojo. http://www.boxofficemojo.com/movies/?id=americantail.htm. Läst 27 augusti 2016.